# Atlas Roads
Die Atlas Roads (englisch für ‚Atlas-Reede‘) ist ein Naturhafen der Insel Heard im südlichen Indischen Ozean. Er liegt zwischen der Laurens- und der Azorella-Halbinsel.
Namensgeber ist der US-amerikanische Tender Atlas aus New London, Connecticut, der die Insel Heard 1855 zur Robbenjagd angesteuert hatte.